# Лю Чжан (Восточная Хань)
Лю Чжан (кит. трад. 劉璋, упр. 刘璋), взрослое имя Цзию́й (кит. 季玉) — военный и политический деятель периода конца империи Хань.

## Биография
Лю Чжан был потомком Лю Юя, который был пятым сыном императора Цзин-ди и носил титул «князь Лу». Его отец Лю Янь был придворным императора Лин-ди, а в 188 году был назначен губернатором провинции Ичжоу (益州, занимала Сычуаньскую котловину). Лю Чжан вместе с двумя старшими братьями — Лю Фанем и Лю Данем — рос при императорском дворе.
После смерти в 189 году императора Лин-ди в стране начался политический кризис. В 194 году, после смерти Дун Чжо, столица империи Чанъань оказалась под контролем Ли Цзюэ и Го Сы. Лю Янь присоединился к силам Хань Суя и Ма Тэна, и объединённые войска попытались атаковать столицу, рассчитывая на поддержку сыновей Лю Яня изнутри. Лю Чжан был послан двором к Лю Яню, чтобы отговорить того от военных действий, и отец не пустил его обратно. Когда нападение на столицу было отбито, отец и сын бежали обратно в Ичжоу.
В том же году Лю Янь умер. Лю Чжан, как единственный из выживших его сыновей, в условиях коллапса центрального правительства унаследовал власть в провинции Ичжоу. Он не стремился расширять свои владения, а сосредоточился на управлении ими.
В 200 году Чжан Лу, ранее подчинявшийся Лю Яню, восстал, и объявил Ханьчжун независимым владением. Лю Чжан казнил всех родственников Чжан Лу, включая его мать и братьев. В 211 году по совету Чжан Суна Лю Чжан пригласил для помощи против Чжан Лу полководца Лю Бэя; на самом деле Чжан Сун, Фа Чжэн и Мэн Да хотели, чтобы Лю Бэй стал правителем Ичжоу вместо Лю Чжана. Ван Лэй, Хуан Цюань и Ли Хуэй пытались убедить Лю Чжана не допускать Лю Бэя в Ичжоу, но тот их не послушал.
Лишь Чжан Су — младший брат Чжан Суна — смог раскрыть Лю Чжану глаза на истинные намерения своего старшего брата. Лю Чжан казнил Чжан Суна, и начал борьбу с Лю Бэем, который начал завоевание Ичжоу, но не смог противостоять опытному полководцу. В 214 году Лю Бэй захватил Чэнду, и Лю Чжан предпочёл сдаться.
Лю Бэй выслал Лю Чжана со старшим сыном Лю Сюнем на восток, на земли западной части провинции Цзинчжоу, которые Сунь Цюань ранее передал Лю Бэю во временное владение. В 219 году генерал Сунь Цюаня Люй Мэн захватил генерала Лю Бэя Гуань Юя и казнил его, вернув всю провинцию Цзинчжоу под контроль Сунь Цюаня. Чтобы получить право на оставшиеся под контролем Лю Бэя земли, Сунь Цюань вновь объявил Лю Чжана губернатором Ичжоу, однако не стал предпринимать попыток силового захвата этой провинции. Вскоре Лю Чжан скончался.